# Kreis Ueckermünde

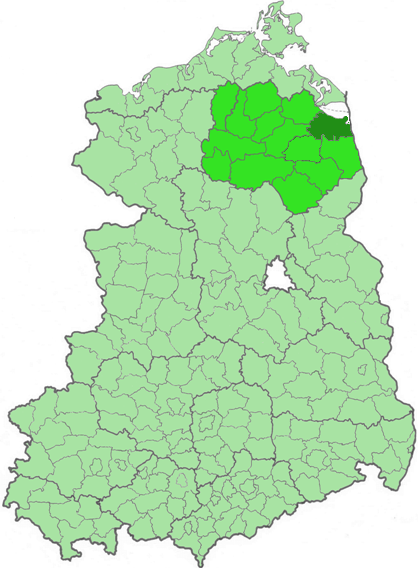
Lage des Kreises Ueckermünde
im Bezirk Neubrandenburg

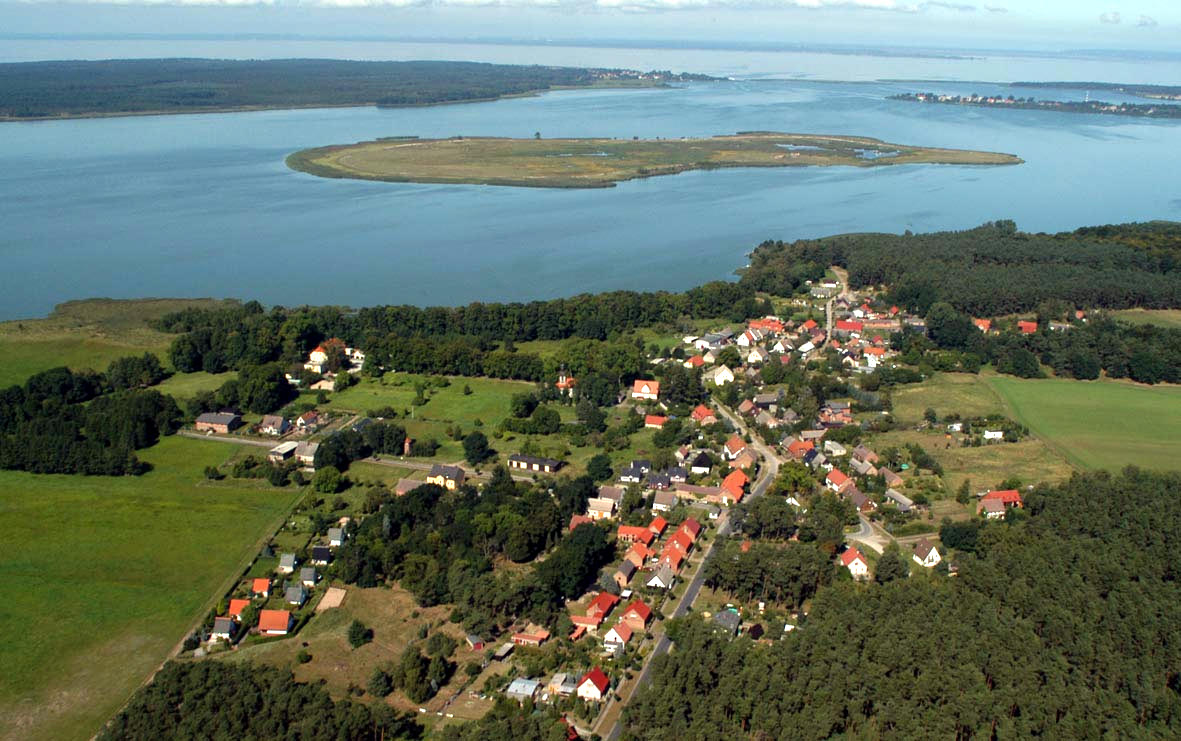
Luftbild Rieth und Insel Riether Werder

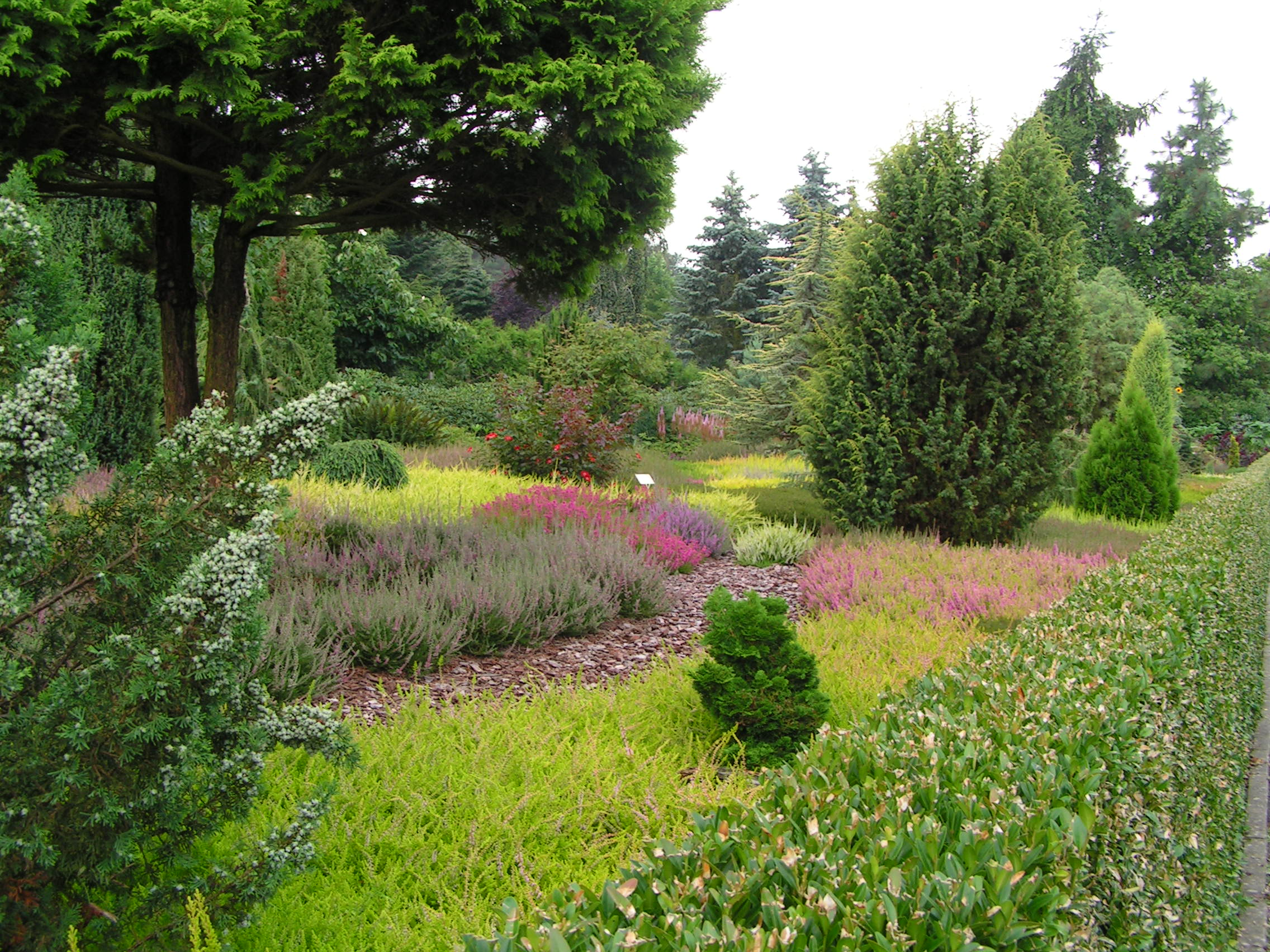
Forstbotanischer Garten in Luckow-Christiansberg

Der Kreis Ueckermünde war ein Kreis im Nordosten des Bezirkes Neubrandenburg in der Deutschen Demokratischen Republik. Der Rat des Kreises saß in Ueckermünde.

## Lage
Das flache, von Kiefernwald bestandene Gebiet der Ueckermünder Heide erstreckte sich fast über das gesamte Kreisgebiet. Neben dem Kreis Neustrelitz war der Kreis Ueckermünde damit der waldreichste Kreis im Bezirk Neubrandenburg. Die Ackerfläche betrug nur wenig über 10 % und konzentrierte sich rund um Ferdinandshof. Dazu kamen ca. 200 km² der trockengelegten Friedländer Großen Wiese im Westen des Kreises, die als Grünland genutzt wurde. Zum Kreis gehörte auch die Insel Riether Werder im Neuwarper See, einer Bucht des Oderhaffs.
Die Flüsse Uecker und Zarow fließen durch den Kreis in das Oderhaff, die Randow mündet nahe Eggesin in die Uecker. Im durchschnittlich kaum 10 m ü. NN liegenden Gebiet des Kreises bildete ein Zipfel Anteil an den Brohmer Bergen im Südosten die Ausnahme (Schanzenberg, 125 m ü. NN).

### Fläche und Einwohnerzahl
Die Fläche des Kreises Ueckermünde betrug 789 km². Das entsprach 7,2 % der Fläche des Bezirks Neubrandenburg.
Die Einwohnerzahl betrug im Jahr 1985 etwa 51.400. Das waren 8,3 % der Einwohner des Bezirks Neubrandenburg. Die Bevölkerungsdichte belief sich auf 65 Einwohner je km².

### Nachbargebiete
Die Nordgrenze des Kreises Ueckermünde verlief durch die Mitte des Kleinen Haffs, dem Westteil des Oderhaffs, im Osten grenzte die Volksrepublik Polen an den Kreis, im Süden der Kreis Pasewalk, im Südosten der Kreis Strasburg sowie im Osten die Kreise Neubrandenburg-Land und Anklam.

## Geschichte
Der vorpommersche Kreis wurde am 25. Juli 1952 aus dem zwei Jahre zuvor geschaffenen Kreis Pasewalk ausgegliedert und gehörte nach Auflösung der  Länder dem neu gebildeten Bezirk Neubrandenburg an.
Das Kreisgebiet war im Kernbereich identisch mit dem seit 1818 bestehenden Landkreis Ueckermünde, der 1939 um 32 Gemeinden des ehemaligen Landkreises Randow erweitert wurde und 1945 durch die Oder-Neiße-Linie getrennt wurde. Die östlichen Teile um Neuwarp, Mützelburg und Ziegenort kamen an Polen.
Zum Kreis Ueckermünde gehörte ab dem 25. Juli 1952 auch der Südostteil des ehemaligen Landkreises Anklam (Gemeinden Leopoldshagen, Lübs, Neuendorf A, Altwigshagen und Wietstock) sowie die Friedländer Große Wiese aus dem ehemaligen Mecklenburg-Strelitz.
Der Kreis kam am 3. Oktober 1990 in das neu gegründete Land Mecklenburg-Vorpommern innerhalb des Beitrittsgebietes zur Bundesrepublik Deutschland.
Am 12. Juni 1994 wurde der Kreis (seit dem 17. Mai 1990 wieder als Landkreis bezeichnet) aufgelöst. Das Gebiet bildete seither bis zur Kreisgebietsreform 2011 zusammen mit Teilen der ebenfalls aufgelösten Landkreise Pasewalk und Strasburg den Landkreis Uecker-Randow. Lediglich die Gemeinden Neuendorf A und Wietstock aus dem Landkreis Ueckermünde kamen an den Landkreis Ostvorpommern.

## Wirtschaft und Infrastruktur
Das Wirtschaftsprofil des Kreises Ueckermünde unterschied sich grundlegend von den anderen Kreisen im Bezirk. Durch den sehr hohen Waldanteil war die Forstwirtschaft ein bedeutender Faktor. In Grambin, Mönkebude und Ueckermünde-Bellin an der Haffküste spielte im Sommer der Tourismus eine große Rolle. Viele Einwohner arbeiteten als Zivilbeschäftigte in den militärischen Einrichtungen der Standorte der NVA in und um Torgelow und Eggesin. In der DDR-Zeit war Eggesin sowie das benachbarte Torgelow für Tausende von Wehrpflichtigen das Synonym für die Armee schlechthin. Die Industrie im Kreis Ueckermünde war von Eisengießereien und -verarbeitung (u. a. VEB Gießerei und Maschinenbau „Max Matern“ Torgelow) sowie von Ziegeleien (Ueckermünde) geprägt.
Die Städte Torgelow, Eggesin und Ueckermünde lagen etwas abseits der überregionalen Verkehrswege. Die vor allem im Sommer durch Usedom-Urlauber stark frequentierte Fernverkehrsstraße 109 (Berlin-Greifswald) und die Hauptbahnlinie Berlin-Stralsund der Deutschen Reichsbahn führten durch den Westen des Kreisgebietes. Von hoher regionaler Bedeutung war die Bahnlinie von Pasewalk nach Ueckermünde. An der etwa 15 Kilometer langen Landgrenze zu Polen gab es während der DDR-Zeit keine Grenzübergänge.

## Städte und Gemeinden

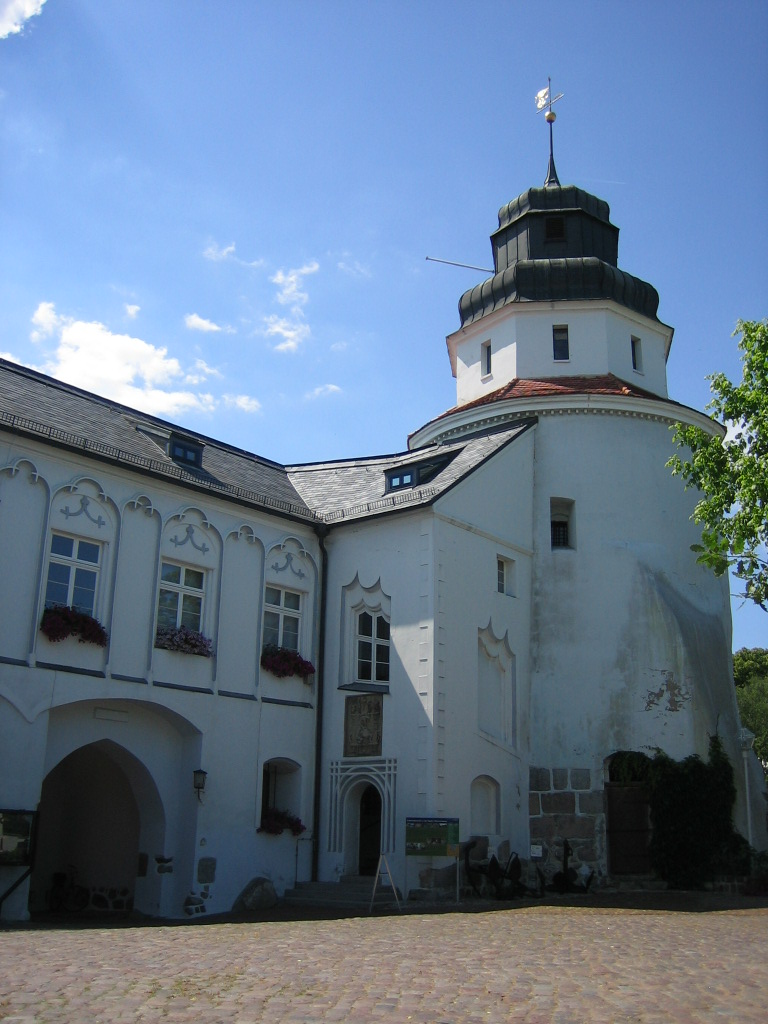
Ueckermünder Schlossturm

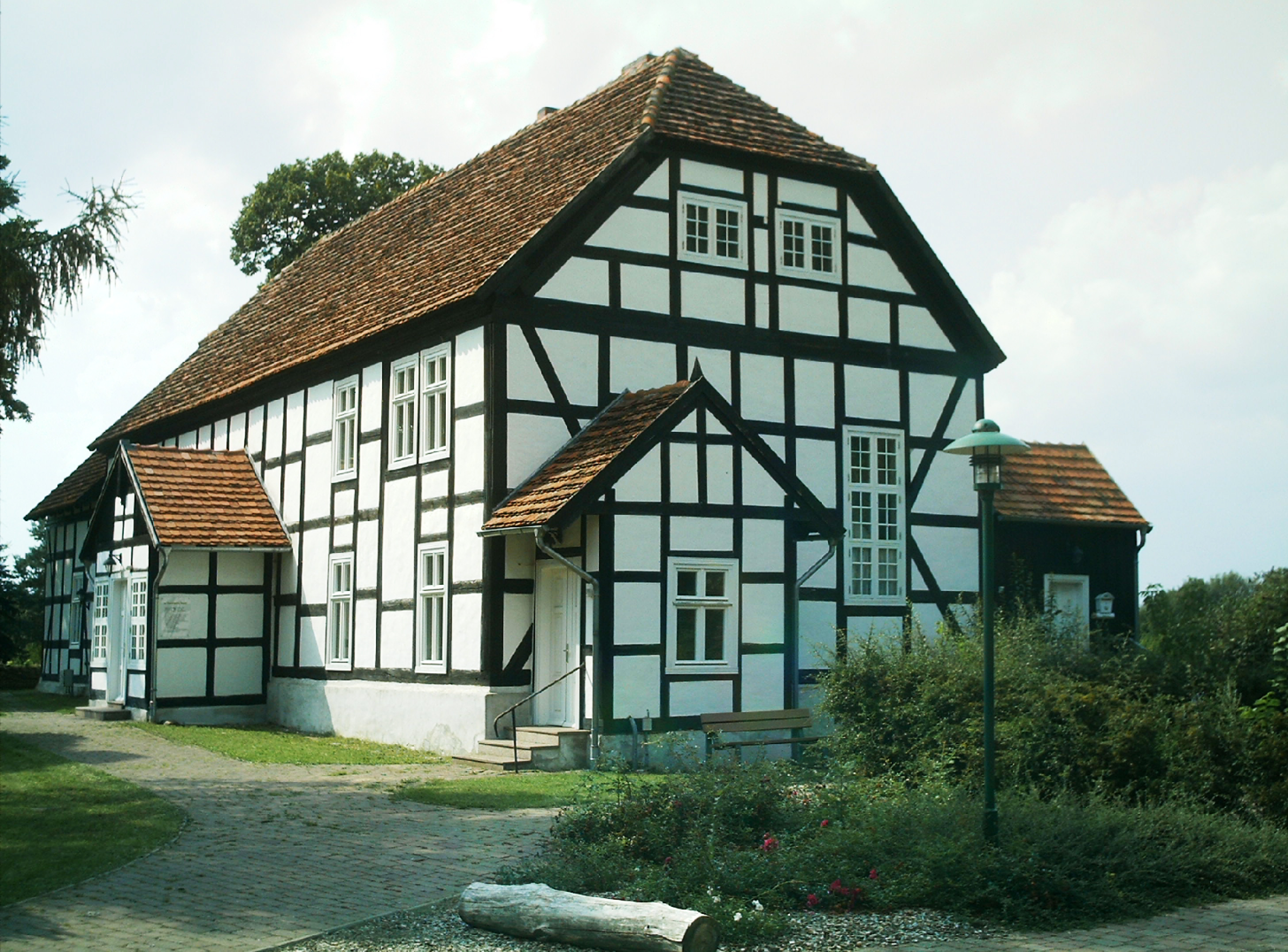
Eggesiner Fachwerkkirche

Am 3. Oktober 1990 gehörten folgende 26 Gemeinden zum Landkreis Ueckermünde:
| Gemeinde- schlüssel | Gemeindenamen         | Fläche in km² | Bevölkerung am | Bevölkerung am |
| 03.10.1990          | Gemeindenamen         | Fläche in km² | 31.12.1990     |                |
| ------------------- | --------------------- | ------------- | -------------- | -------------- |
| 13038010            | Ahlbeck               | 24,28         | 774            | 772            |
| 13038020            | Altwarp               | 12,83         | 897            | 891            |
| 13038030            | Altwigshagen          | 17,57         | 498            | 489            |
| 13038040            | Eggesin, Stadt        | 86,12         | 8.478          | 8.442          |
| 13038050            | Ferdinandshof         | 47,20         | 4.009          | 3.985          |
| 13038060            | Grambin               | 3,59          | 476            | 476            |
| 13038070            | Hammer a. Uecker      | 21,46         | 667            | 654            |
| 13038080            | Heinrichsruh          | 16,96         | 287            | 286            |
| 13038090            | Heinrichswalde        | 14,30         | 644            | 639            |
| 13038100            | Hintersee             | 31,41         | 414            | 404            |
| 13038110            | Hoppenwalde           | 1,86          | 541            | 539            |
| 13038120            | Leopoldshagen         | 19,56         | 908            | 896            |
| 13038130            | Liepgarten            | 31,95         | 801            | 793            |
| 13038140            | Luckow                | 11,48         | 599            | 602            |
| 13038150            | Lübs                  | 30,43         | 522            | 528            |
| 13038170            | Meiersberg            | 10,11         | 477            | 468            |
| 13038180            | Mönkebude             | 24,74         | 722            | 728            |
| 13038190            | Neuendorf A           | 13,90         | 169            | 165            |
| 13038200            | Rieth                 | 29,14         | 172            | 167            |
| 13038210            | Rothemühl             | 30,49         | 357            | 354            |
| 13038220            | Torgelow, Holländerei | 5,80          | 276            | 272            |
| 13038230            | Torgelow, Stadt       | 49,46         | 13.556         | 13.463         |
| 13038240            | Ueckermünde, Stadt    | 171,92        | 11.748         | 11.655         |
| 13038250            | Vogelsang             | 24,55         | 530            | 528            |
| 13038260            | Wietstock             | 10,84         | 209            | 208            |
| 13038270            | Wilhelmsburg          | 47,04         | 1.215          | 1.220          |
| 13083               | Kreis Ueckermünde     | 542,31        | 58.461         | 58.263         |

Die Gemeinde Mariawerth wurde am 1. Januar 1974 in die Gemeinde Wilhelmsburg eingegliedert.

## Kfz-Kennzeichen
Den Kraftfahrzeugen (mit Ausnahme der Motorräder) und Anhängern wurden von etwa 1974 bis Ende 1990 dreibuchstabige Unterscheidungszeichen, die mit den Buchstabenpaaren CR und CS begannen, zugewiesen. Die letzte für Motorräder genutzte Kennzeichenserie war CO 50-01 bis CO 99-99.
Anfang 1991 erhielt der Landkreis das Unterscheidungszeichen UEM. Es wurde bis zum 11. Juni 1994 ausgegeben. Seit dem 14. März 2013 ist es im Landkreis Vorpommern-Greifswald erhältlich.